# Seriphidium canum
Seriphidium canum là một loài thực vật có hoa trong họ Cúc. Loài này được (Pursh) W.A.Weber miêu tả khoa học đầu tiên năm 1984.